# 유후인정
유후인정(湯布院町)은 오이타현의 거의 중앙에 위치해, 오이타군에 속했던 정이다. 유후인 온천으로도 유명한 장소이기도 하며 2005년 10월 1일에, 하사마정, 쇼나이정과 합병해 유후시가 되어 자치체로서는 소멸하였다.

## 역사
- 1955년 2월 1일 - 유후인정(由布院町)과 유노히라촌이 합병해 유후인정(湯布院町)이 성립하였다.
- 2005년 10월 1일 - 쇼나이정, 하사마정과 합병해, 유후시가 되어 소멸하였다.

## 교통

### 철도
- 규슈 여객철도 규다이 본선

### 도로
- 오이타 자동차도
- 국도 210호선

## 같이 보기
- 시정촌의 폐치분합
- 휴양지